# Oberes Ennstal (steirische Region)
Das Obere Ennstal, auch Oberland, ist ein Talabschnitt des Ennstals und eine Region im Nordwesten der Steiermark im Grenzgebiet zu Salzburg, mit den Hauptorten Schladming und Gröbming. Sie entspricht in etwa der Politischen Expositur Gröbming.

## Geschichte
Jahrhundertelang war das Gebiet durch die Landwirtschaft und den Bergbau geprägt. Vor allem Schladming und Ramsau waren Hochburgen des Protestantismus und in der gesamten Region gab es bis zum Toleranzpatent starken Geheimprotestantismus.
Sprachlich unterscheidet sich die Region durch einen starken Einfluss des salzburgischen Dialekts.
Heute bilden die Gemeinden gutteils die Urlaubsregion Schladming–Dachstein.
Die Gemeinden bildeten 2007–2013 auch die LEADER-Region Bergregion Oberes Ennstal, für die neue Periode, in der eine höhere Einwohnerzahl gefordert ist, geht man künftig mit den steirischen Salzkammergutgemeinden (Ausseerland–Salzkammergut) als Ennstal–Ausseerland zusammen.
|  |